# 前717年
| 千纪： | 前1千纪 |
| 世纪： | 前9世纪 \| 前8世纪 \| 前7世纪 |
| 年代： | 前740年代 \| 前730年代 \| 前720年代 \| 前710年代 \| 前700年代 \| 前690年代 \| 前680年代 |
| 年份： | 前722年 \| 前721年 \| 前720年 \| 前719年 \| 前718年 \| 前717年 \| 前716年 \| 前715年 \| 前714年 \| 前713年 \| 前712年 |
| 纪年： | 壬戌年（鼠年）；周桓王林三年；鲁隐公息姑六年；齐僖公禄父十四年；晋哀侯光元年；曲沃庄伯鲜十六年；卫宣公晋二年；蔡宣公考父三十三年；郑庄公寤生二十七年；曹桓公终生四十年；燕穆侯十二年；陈桓公鲍二十八年；杞武公三十四年；宋殇公与夷三年；秦文公四十九年；楚武王熊通二十四年 |

## 大事记
- 郑国為報復前年東門之役，派兵进攻陈国（河南淮陽），大胜而归。
- 晉人自隨城迎晉鄂侯歸，居於鄂邑（山西鄉寧）。
- 宋圍長葛一年，攻陷。鄭莊公赴洛陽朝見周桓王，周桓王不加禮敬，鄭莊公告周桓王曰：「天子東遷，晉鄭是依，今不禮焉，鄭不來矣。」